# Era Uma Vez... a Vida
Il était une fois... la Vie é uma série de desenho animado Francesa que conta a história do corpo humano para as crianças. O programa foi originalmente produzido na França em 1987 pelos estúdios Procidis e dirigido por Albert Barillé. A série é composta de 26 episódios e originalmente foi ao ar no canal francês Canal Plus, e, em seguida, no canal filial FR3. É a terceira parte da série Era Uma Vez.... Em Portugal estreou em 1987 na RTP com a versão francesa com legendas sob o título de Era Uma Vez... a Vida, sendo mais tarde dobrada pela Planeta deAgostini sob o título de Era Uma Vez... o Corpo Humano. No Brasil fora exibido pelo canal de televisão paga Cl@se.
Era Uma Vez... a Vida reintroduziu a fórmula do Entretenimento educativo que havia sido deixado de fora em Era Uma Vez... o Espaço. A série combinou várias histórias de entretenimento com informações concretas, apresentada metaforicamente.
A série Era Uma Vez... a Vida utilizou os mesmos personagens de outras temporadas de Era Uma Vez...: os personagens do bem representam as células que compõem os sistemas do corpo e mecanismos de defesa, como a Hemácia, Leucócito e Plaqueta sanguínea, enquanto os personagens do mal representam os Vírus e as Bactéria que ameaçam atacar o corpo humano. Cada episódio da série contou com um órgão ou sistema diferente dentro do corpo humano (como o Encéfalo, o Coração, e Sistema circulatório, etc.).
Na versão francesa da série, o tema de abertura da canção "la Vie" (em Francês que significa "Vida") foi performado pela Sandra Kim, a vencedora do Festival Eurovisão da Canção 1986.
A série foi ao ar no Estados Árabes do Golfo Pérsico, Bélgica, Canadá, Checoslováquia, Finlândia, França, Gabão, Alemanha, Grécia, Hungria, Islândia, Irlanda, Israel, Itália, Japão, os Países Baixos, Noruega, Polônia, Portugal, Singapura, África do Sul, Espanha, Suécia, Suíça, Turquia, o Reino Unido, Iugoslávia e Croácia.

## Personagens
A série faz uso periódico de personagens humanos originalmente de Era uma vez... o homem. Cada personagem da série apareceu como uma pessoa real (o médico inteligente de idade, a mãe dedicada loira, o menino e a menina, seu amigo obeso, e o par de valentões) e Antropomorfismo representações de Células e as funções celulares dentro do corpo humano.
- A gerência do cérebro – representado pelo Maestro, o velho barbudo.
- A gerência do Núcleo celular – representado pelo Maestro, geralmente dormindo em sua cadeira.
- Enzimas – Operários do corpo humano, mostrados geralmente como um homem em uma roupa de Jardineira e um boné do tipo beisebol.
- Hormônios – mensageiros do organismo, representado como motores externos robóticos de humanoides, com a função de pintar com spray, aqueles que representam a Tiroxina que recebem vidas do Iodo.
- Hemácias – representado pelos humanoides vermelhos: O Velho Mestre Globus, que diz muito sobre como funciona o corpo; Hemo; e a sua amiga curiosa e travessa Globina. eles carregam Oxigénio bolhas ou Dióxido de carbono em uma bolsa, tornando-se vermelho escuro ao transportar o dióxido de carbono.
- Plaqueta sanguíneas – representado como discos vermelhos com um rosto, pernas e braços.
- Leucócitos – A força policial do corpo.
  - Granulócito neutrófilos – representado pelos patrulhas "policiais" que são totalmente na cor branca, e usam um distintivo com uma estrela amarela. Eles carregam um Porrete e engolem os parasitas do corpo que se encontram. Podem clonar a si próprios. A maior parte do tempo eles funcionam como guardas de trânsito. Seu comandante é o mesmo, mas com uma cabeça branca, e é nomeado Jumbo ou Jumbo Júnior.
  - Os Linfócitos – representados pelos:
    - Linfócitos B como marechais, são pequenos homens que rodam o ofício e voam montados na lateral dos propulsores de bomba a jato; dois deles são uma versão de Peter e Psi (nomeado Capitão Peter e Tenente Claire). Alguns outros (sem nome) personagens de células B em cada piloto aparecem mais de uma vez, por exemplo a Acne adolescente. Eles podem derrubar Imunoglobulina a partir de um baixo-ventre do compartimento de bombas. Eles podem dividir; Isso duplica ofício ao piloto. Seus uniformes são azuis muito leve, com ombreiras. (Aqueles uniformes aparecem no mundo exterior em algumas cenas futuristas como uniformes de Astronauta/ e undersuit's.)
    - Linfócitos T: o mesmo tipo do ofício, mas com uma letra maiúscula, um grande T na barriga em uma Proa. Eles podem descarregar fumaça que matam bactérias.

  - Outro tipo de Leucócito: flutuam sobre o ofício esférico com vários tubos de aspiração grandes saindo deles. A cabeça de um piloto pode ser visto através de uma pequena cobertura no topo. Eles podem soltar fumaças que matam bactérias.
  - Granulócito basófilos: mulheres gordas que levam uma cesta de granadas "Histamina" e e joga-as para atacar as bactérias.
  - Macrófagos (como grandes veículos terrestres amarelos em forma de cabeças de rã com grande garra que coletam à frente com três rodas; cada "olho" é uma pequena cobertura revelando a cabeça de um piloto), "os serviços de limpeza do corpo". A maior parte do tempo eles funcionam como a remoção dos resíduos do organismo e durante tempos de emergência, comem as bactérias e vírus.
  - Leucócitos imaturos: humanoides adolescentes com o mesmo uniforme como os pilotos de linfócitos B: visto na Medula óssea, o qual é representado como uma escola de formação policial.
- Os Anticorpos – são personagens representados como pequenos insetos brancos, que depois de terem sidos lançados em agentes infecciosos, voam em torno das bactérias ou vírus e paralisa-os. Seu comandante nomeado é Metro.
- A Bactéria (representado como os valentões azuis) – o grande valentão.
- Os Vírus (representado como vermes amarelos com mãos) – o valentão menor.
- As moléculas orgânicas, que são representadas em dois casos como personagens.
  - Gorduras/Gorduras Ácidas : Representado como pôneis amarelas gordas.
  - Proteínas : Representado como um personagem muscular forte alto de laranja em geral com algumas características semelhante de um cão.
  - Açúcares : Pequenos hexágonos e pentágonos verde e roxo.
  - Aminoácidos : Aparência semelhante a anticorpos, geralmente invisíveis até o episódio, lidando com a síntese de proteínas.
  - DNA/RNA : Representado com bastante precisão, e em detalhe, explicam a síntese de proteínas.

A série descreve uma "sociedade dentro do corpo" com uma forte estratificação piramidal de trabalho.

## Episódios
| 1. A Origem da Vida 2. O Nascimento (Começo da Vida) 3. O Sistema Imunológico 4. A Medula óssea 5. A Irrigação Sanguínea 6. As Plaquetas 7. O Coração 8. A Respiração 9. O Cérebro | 10. Os Neurónios 11. A Visão 12. O Ouvido Audição 13. A Pele 14. A Boca e os Dentes 15. A Digestão 16. O Fígado 17. Os Rins 18. O Sistema linfático | 19. O Esqueleto 20. Os Músculos e Gorduras 21. Guerra às Toxinas 22. A Vacina 23. As Hormonas 24. A Cadeia da Vida 25. A Vida e o Sonho 26. A Idade do Homem |

## Transmissões
| Países               | Transmissões de televisão                                                          |
| -------------------- | ---------------------------------------------------------------------------------- |
| África do Sul        | TV 1                                                                               |
| França               | FR3 **, Canal+ **, Gulli                                                           |
| Gabão                | RTG Chaine 1                                                                       |
| Canadá               | CBC Television, Télévision de Radio-Canada **                                      |
| Croácia              | HRT, RTL Kockica                                                                   |
| Espanha              | Televisión Española (TVE) **                                                       |
| Itália               | Italia 1                                                                           |
| Países Baixos        | Katholieke Radio Omroep (KRO) **                                                   |
| Suíça                | TSR (French) **, Radiotelevisione Svizzera di lingua Italiana (RTSI) (Italiano) ** |
| Bélgica              | RTBF **, BRT **                                                                    |
| Grécia               | ERT                                                                                |
| República Tcheca     | Česká televize (ČT)                                                                |
| Japão                | Eiken Co. Ltd. */**                                                                |
| Suécia               | Sveriges Television (SVT)                                                          |
| Noruega              | Norsk Rikskringkasting (NRK)                                                       |
| Alemanha Ocidental   | Westdeutscher Rundfunk (WDR), Südwestfunk (SWF)                                    |
| Áustria              | Österreichischer Rundfunk (ORF)                                                    |
| Israel               | Israeli Educational Television (IETV)                                              |
| Polônia              | Telewizja Polska (TVP)                                                             |
| Portugal             | Rádio e Televisão de Portugal (RTP)                                                |
| República da Irlanda | Radio Telefis Éireann (RTÉ)                                                        |
| Síria                | Syrian Public Channel 1                                                            |
| República da Turquia | TRT                                                                                |
| Reino Unido          | Channel 4, Cartoon Network **                                                      |
| Eslováquia           | Slovenská televízia (STV)                                                          |
| Eslovênia            | Radiotelevizija Slovenija 1                                                        |
| Finlândia            | Yleisradio (YLE)                                                                   |
| Hungria              | Minimax                                                                            |
| Islândia             | Sjónvarpið (RÚV)                                                                   |
| Coreia do Sul        | Educational Broadcasting System                                                    |
| Hong Kong            | TVB                                                                                |
| Tailândia            | Bangkok Broadcasts & television co.,Ltd (CH7 Tailândia)                            |
| Brasil               | Rede Globo                                                                         |

* Empresa de produção
** Contribuição e co-produção

### DobragemPortuguesa
- Pedrito - Isabel Ribas
- Gordinho - Carlos Freixo
- Pedro - Paulo B.
- Psi - Luisa Salgueiro
- Mestre - Carlos Freixo
- Metro - Carlos Freixo
- Capitão Pierrot - Carlos Freixo
- Globus - Carlos Freixo
- Hemo - Paulo B.
- Globina - Isabel Ribas
- Bactéria - Paulo B.
- Vírus - Paulo Oom
- Estúdio: Matinha Estúdios

## Lançamentos de Home-Vídeo Regionais
Em Portugal a editora Planeta deAgostini editou uma colecção da série a primeira vez em 1992. A primeira edição era composta por 55 livros e um boneco em várias peças para melhor conhecer o corpo humano. Noutras edições a colecção tinha também uma caderneta de cromos e 26 cassetes com os episódios da série com a versão francesa com legendas em português. Mais tarde a série foi dobrada em português pela Matinha Estúdios e as VHS deram lugar a DVDs.
Um conjunto de caixa de DVD de todos os episódios da série foi produzida por Procidis, e distribuída localmente por vários distribuidores. A série em DVD foi produzida em Francês, Inglês, Finlandês, Alemão, Italiano, Norueguês, Húngaro e Sueco, mas não foi lançado no Reino Unido. Em 2011, o conjunto de caixa de DVD foi disponível em Inglês no Canadá, distribuído pela Imavision.

## Precisão Biológica
Terminologia mais biológica é traduzida com cuidado, mas alguns erros foram feitos, por exemplo, no episódio 2 afirma-se que o corpo o humano é constituído por 200 espécies de células, mas o mais correto é afirmar que o corpo humano é constituído por 200 tipos de células.